# Metodio II di Costantinopoli
Metodio II (in greco Μεθόδιος Β΄; ... – 1240) è stato un arcivescovo ortodosso bizantino, che ha ricoperto la carica di Patriarca ecumenico di Costantinopoli (in esilio a causa della quarta crociata) per tre mesi nel 1240.
Prima di essere eletto Patriarca, era abate del Monastero di Giacinto a Nicea. Succedette a Germano II. La fugacità del suo patriarcato non gli ha permesso di offrire un contributo significativo.